# Pieni-Pieksä
Pieni-Pieksä är en sjö i kommunen Kuopio i landskapet Norra Savolax i Finland. Sjön ligger 81,8 meter över havet. Den är 16 meter djup. Arean är 68 hektar och strandlinjen är 8,58 kilometer lång. Sjön  ingår i Vuoksens huvudavrinningsområde.   Den ligger omkring 25 kilometer nordöst om Kuopio och omkring 360 kilometer norr om Helsingfors. I sjön finns ön Häränpää.